# Metallakronenether
Metallakronenether, auch Metallakronen sind makrocyclische Verbindungen und Strukturanaloga zu Kronenethern. Im Gegensatz zu Kronenethern ist die Wiederholeinheit nicht (C-C-O)n sondern (M-N-O)n, wobei M zumeist ein 3d-Übergangsmetall ist. Die N-O-Einheit stammt meist aus einem Hydroxamat. Metallakronenether wurden erstmals 1989 von Vincent L. Pecoraro beschrieben.

## Nomenklatur
Die Nomenklatur von Metallakronenethern ist ähnlich der von Kronenethern. Ein Metallakronenether, der aus 5 (M-N-O)-Wiederholeinhieten besteht, wird 15-MC-5 genannt, wobei die erste Zahl die Ringgröße angibt und die zweite Zahl die Anzahl der Donorsauerstoffatomen ist. Diese Benennung ist nicht eindeutig, da sowohl ein zentral gebundenes Metall M, das daran gebundene Anion X, das Ringmetall M', das zweite Heteroatom neben Sauerstoff Z, und der Ligand L variieren können. Als allgemeine Formel ergibt sich somit MX(Ringgröße-MCM'Z(L)-Ringsauerstoffe)Y.

## Ringgrößen
In Analogie zu den Kronenethern existieren auch bei den Metallakronenethern verschiedene Ringgrößen und entsprechend auch verschiedene Größen der Kavitäten. Bisher sind  8-MC-4, 9-MC-3, 10-MC-5, 12-MC-3, 12-MC-4, 12-MC-6, 14-MC-7, 15-MC-3, 15-MC-5, 15-MC-6, 16-MC-4, 16-MC-8, 18-MC-6, 18-MC-9, 20-MC-10, 22-MC-11, 24-MC-6, 24-MC-8, 24-MC-12, 28-MC-14, 30-MC-10, 32-MC-8, 32-MC-16, 36-MC-12, 36-MC-18, 40-MC-10, 48-MC-24, und 60-MC-20 als Ringgrößen beschrieben.

### 9-MC-3
Eine erste Verbindung, die dem Typ 9-MC-3 entspricht wurde 1993 von Pecoraro beschrieben. Sie folgt der Formel 9-MCVVN(shi)-3·3 CH3OH, wobei shi für Salicylhydroximat steht. Diese Metallakrone kann aus  VCl3 oder Vanadylacetylacetonat und Salicylhydroxamsäure unter Einwirken von Natriummethanolat oder Natriumhydroxid gewonnen werden. Diese Verbindung ist allerdings nicht in der Lage, ein Metallatom zu komplexieren. Die erste Verbindung vom Typ 9-MC-3, die auch ein zentrales Metallatom aufweist ist  {Fe(O2CCH3)3[9-MCFeIIIN(shi)-3]}.

### 12-MC-4
Pecoraro beschrieb 1989 erstmals ein Metalla-Analog zu 12-Krone-4. Dabei handelt es sich um MnII(O2CCH3)2[12-MCMnIIIN(shi)-4], welches aus Manganacetat und Salicylhydroxamsäure in Dimethylformamid hergestellt werden kann. Eine ähnliche Verbindung mit Benzoatanionen wurde ebenfalls synthetisiert. {[MnII(C6H5COO)2][(12-MCMnIIIN(shi)-4)(CH3OH)6]}·2 CH3OH kann aus Mangan(II)-chlorid, Natriummethanolat, Natriumbenzoat und Salicylhydroxamsäure unter aeroben Bedingungen hergestellt werden.

Analogie zwischen Kronenether und Metallakrone
[12]Krone-4
12-MC-4

### 15-MC-5
1993 beschrieb Pecoraro erstmals eine 15-MC-5, MnII(O2CCH3)2[15-MCMnIIIN(shi)-5], welches aus einer 12-MC-4 gewonnen werden kann. Für den Komplexe vom Typ 15-MCMnIIIN(shi)-5 ist bekannt, dass diese in ihre 12-MC-4-Derivate umgewandelt werden können.

## Verschiedene Typen
Neben den Metallakronenethern gibt es weitere, ähnlich aufgebaute Molekülklassen, die vom (M-N-O)n-Typ abweichen:

### Erweiterte Metallakronen
Erweiterte Metallakronen tragen ein zusätzliches Kohlenstoffatom in der Wiederholeinheit (M-N-C-O)n. Erweiterte Metallakronenether vom Typ 16-MC-4 können z. B. mit Pd(II) als Metall und 2,3-Dihydroxypyridin oder 2-Hydroxynicotinsäure als verbrückende Liganden hergestellt werden, sodass sich ein Ring gemäß (PdII-N-C-O)4 ergibt.

### Metallakoronate
In Metallakoronaten sind beide Heteroatome Sauerstoff die durch einen Kohlenstoff-Spacer getrennt sind. Es ergibt sich die Formel (M-O-Cm-O)n.

### Azametallakronen
In Azametallakronen sind beide Heteroatome Stickstoff. Sie folgen der allgemeinen Formel (M-N-N)n.

### Erweiterte Azametallakronen
Analog zu den erweiterten Metallakronen existieren auch erweiterte Azametallakronen. Sie folgen der Formel (M-N-C-N)n.